# Grote sponszwam

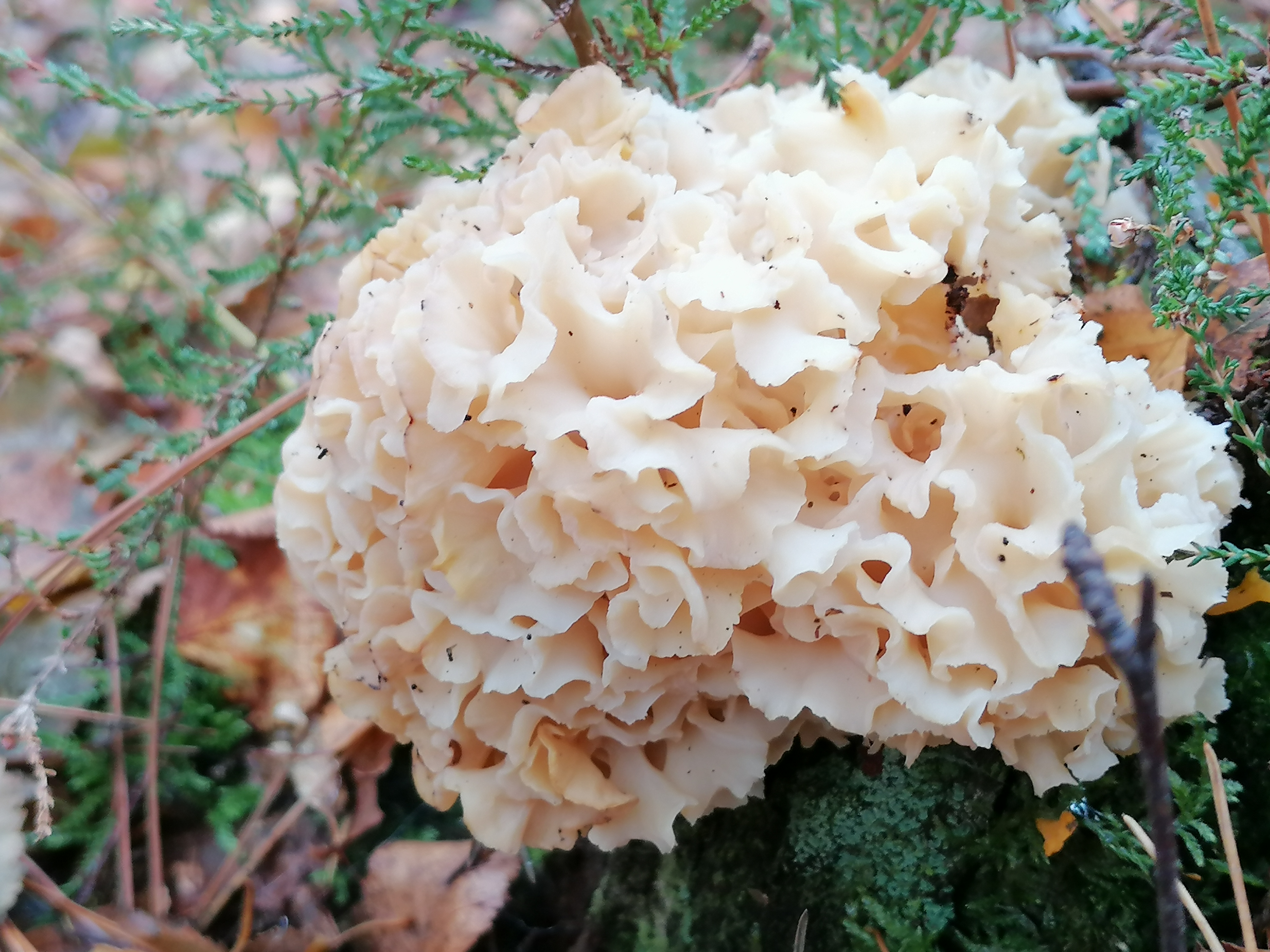
Grote sponszwam op voet van afgezaagde den

De grote sponszwam (Sparassis crispa) is een eetbare paddenstoel uit de familie Sparassidaceae. De grote geel tot donker geelbruine paddenstoel lijkt op een spons. De grote sponszwam komt voor in Europa, Noord-Afrika, Azië en Noord-Amerika. Het is een parasiet op wortels van diverse naaldbomen, vooral sparren (Picea), Pseudotsuga, dennen (Pinus) en lorken (Larix), meestal op zand of lemig zand.

## Kenmerken

### Uiterlijke kenmerken
De paddenstoelen zijn 10 tot 40 cm breed, 10 tot 15 cm hoog en 2 tot 5  kg zwaar. Ze hebben een bloemkoolachtige structuur met veel, gelobde vertakkingen. De blad- tot breed spatelvormige lobben zijn gekroesd, glad en hebben bruinwordende randen. De aparte paddenstoelen vormen samen een holte. Droog is de paddenstoel zeer bros. De korte, dikvlezige, geelbruine steel is enigszins vergroeid met het substraat en lijkt op een koolstronk. Het bleekgele, taaie, kruidige vlees heeft een nootachtige smaak en een zoete geur.

### Microscopische kenmerken
De witte tot bleekgele, elliptische, gladde sporen zijn 5-6  × 4-4,5 micrometer groot.

## Vergelijkbare soorten
De breedbladige sponszwam (Sparassis spathulata) lijkt op de grote sponszwam en komt voor op de wortels van loof- en soms ook op die van naaldbomen.

## Verspreiding
De grote sponszwam komt voor op zandgrond in open bossen aan de voet van boomstammen en op stompen van naaldbomen, vooral op grove den. Verder komt ze voor op larix, fijnspar en douglasspar. De paddenstoelen zijn van juli tot december te vinden, maar vooral in september en oktober.